# Орловець (Польща)
Орловець (пол. Orłowiec, нім. Schönau bei Landeck) — село в Польщі, у гміні Льондек-Здруй Клодзького повіту Нижньосілезького воєводства.
Населення — 71 особа (2011).
У 1975-1998 роках село належало до Валбжиського воєводства.

## Демографія
Демографічна структура станом на 31 березня 2011 року:
|          | Загалом | Допрацездатний вік | Працездатний вік | Постпрацездатний вік |
| -------- | ------- | ------------------ | ---------------- | -------------------- |
| Чоловіки | 33      | 5                  | 21               | 7                    |
| Жінки    | 38      | 5                  | 21               | 12                   |
| Разом    | 71      | 10                 | 42               | 19                   |